# گیرمو یاوار
گیرمو یاوار (اسپانیایی: Guillermo Yávar‎؛ زادهٔ ۲۶ مارس ۱۹۴۳) بازیکن فوتبال اهل شیلی است.

## باشگاهی
از باشگاه‌هایی که در آن بازی کرده‌است می‌توان به باشگاه فوتبال اونیورسیداد شیلی، و باشگاه ورزشی آئوداکس ایتالیانو اشاره کرد.

## تیم ملی
وی همچنین در تیم ملی فوتبال شیلی بازی کرده‌است.